# العلاقات الأسترالية التركية
العلاقات الأسترالية التركية هي العلاقات الثنائية التي تجمع بين أستراليا وتركيا.

## مقارنة بين البلدين
هذه مقارنة عامة ومرجعية للدولتين:
| وجه المقارنة                                              | أستراليا                                   | تركيا         |
| --------------------------------------------------------- | ------------------------------------------ | ------------- |
| المساحة (كم2)                                             | 7.69 مليون                                 | 783.56 ألف    |
| عدد السكان (نسمة)                                         | 24.51 مليون                                | 80.14 مليون   |
| الكثافة السكانية (ن./كم²)                                 | 3.19                                       | 102.28        |
| العاصمة                                                   | كانبرا، ملبورن                             | أنقرة         |
| اللغة الرسمية                                             | لغة إنجليزية                               | اللغة التركية |
| العملة                                                    | دولار أسترالي، جنيه إسترليني، جنيه أسترالي | ليرة تركية    |
| الناتج المحلي الإجمالي (بليون دولار)                      | 1.32 تريليون                               | 851.10 مليار  |
| الناتج المحلي الإجمالي (تعادل القوة الشرائية) بليون دولار | 1.10 تريليون                               | 1.57 تريليون  |
| الناتج المحلي الإجمالي الاسمي للفرد دولار أمريكي          | 56.31 ألف                                  | 9.12 ألف      |
| الناتج المحلي الإجمالي للفرد دولار أمريكي                 | 45.92 ألف                                  | 19.79 ألف     |
| مؤشر التنمية البشرية                                      | 0.939                                      | 0.761         |
| رمز المكالمات الدولي                                      | +61                                        | +90           |
| رمز الإنترنت                                              | .au                                        | .tr           |
| المنطقة الزمنية                                           |                                            | ت ع م+03:00   |

## مدن متوأمة
في ما يلي قائمة باتفاقيات التوأمة بين مدن أسترالية وتركية:
- ترتبط سيدني مع هكاري باتفاقية توأمة منذ 16 سبتمبر 1980.[21]

## منظمات دولية مشتركة
يشترك البلدان في عضوية مجموعة من المنظمات الدولية، منها:
| علم المنظمة | اسم المنظمة                               | تاريخ انضمام أستراليا | تاريخ انضمام تركيا |
| ----------- | ----------------------------------------- | --------------------- | ------------------ |
|             | البنك الدولي للإنشاء والتعمير             | 5 أغسطس 1947          | 11 مارس 1947       |
|             | بنك التنمية الآسيوي                       | 1966                  | 1991               |
|             | يونسكو                                    | 4 نوفمبر 1946         | 4 نوفمبر 1946      |
|             | الاتحاد البريدي العالمي                   | ?                     | ?                  |
|             | الوكالة الدولية للطاقة                    | ?                     | ?                  |
|             | نظام تحكم تكنولوجيا القذائف               | 1990                  | 1997               |
|             | منظمة الشرطة الجنائية الدولية             | ?                     | ?                  |
|             | الأمم المتحدة                             | 1 نوفمبر 1945         | 24 أكتوبر 1945     |
|             | مؤسسة التنمية الدولية                     | 24 سبتمبر 1960        | 22 ديسمبر 1960     |
|             | مجموعة العشرين                            | ?                     | ?                  |
|             | المنظمة الهيدروغرافية الدولية             | ?                     | ?                  |
|             | منظمة التجارة العالمية                    | ?                     | 26 مارس 1995       |
|             | وكالة ضمان الاستثمار متعدد الأطراف        | 10 فبراير 1999        | 3 يونيو 1988       |
|             | منظمة التعاون الاقتصادي والتنمية          | ?                     | ?                  |
|             | مجموعة أستراليا                           | 1985                  | 2000               |
|             | الاتحاد الدولي للاتصالات                  | 27 مايو 1878          | 1866               |
|             | مجموعة الموردين النوويين                  | ?                     | ?                  |
|             | مؤسسة التمويل الدولية                     | 20 يوليو 1956         | 19 ديسمبر 1956     |
|             | الفريق المعني برصد الأرض                  | ?                     | ?                  |
|             | منظمة حظر الأسلحة الكيميائية              | ?                     | ?                  |
|             | المركز الدولي لتسوية المنازعات الاستشارية | 1 يونيو 1991          | 2 أبريل 1989       |

## أعلام
هذه قائمة لبعض الشخصيات التي تربطها علاقات بالبلدين:
- أوفوك طلا (26 مارس 1976[31] – )
- إيرسان غولوم (لاعب كرة قدم تركي، 17 مايو 1987[32] – )
- دينيس آكدينس (ممثل أسترالي، 16 مايو 1990 – )
- عزيز بيهيتش (لاعب كرة قدم أسترالي، 16 ديسمبر 1990[33] – )
- كرم بولوت (لاعب كرة قدم، 2 مارس 1992 – )

## وصلات خارجية
- موقع وزارة الخارجية الأسترالية
- موقع وزارة الخارجية التركية